# أولاد الحاج سايس (أولاد الطيب)
أولاد الحاج سايس هي إحدى مشيخات المملكة المغربية، تتبع جغرافيا لعمالة فاس وإداريًا لأولاد الطيب. يقدر عدد سكانها بـ 14088 نسمة حسب الإحصاء الرسمي للسكان والسكنى لسنة 2004.